# 阿羅黑德比奇 (北卡羅萊納州)
阿羅黑德比奇（英語：Arrowhead Beach）是位於美國北卡羅萊納州喬萬縣的普查規定居民點。

## 人口
根據2020年美國人口普查的數據，阿羅黑德比奇的面積為2.27平方千米，當中陸地面積為1.59平方千米，而水域面積為0.68平方千米。當地共有人口640人，而人口密度為每平方千米281.94人。